# Lancelot (jeu vidéo)
Pour les articles homonymes, voir Lancelot.
Lancelot est un jeu vidéo de type fiction interactive développé par Level 9 et édité par Mandarin Software, sorti en 1988 sur DOS, Amiga, Amstrad CPC, Atari 8-bit, Atari ST, BBC Micro, Commodore 64 et ZX Spectrum.

## Accueil
- Commodore User : 8/10[1]
- Your Sinclair : 9/10[2]